# Вілл Райт
Ві́льям Райт (англ. William Wright; 20 січня 1960, Атланта, Джорджія) — американський проєктувальник відеоігор і співзасновник студії Maxis. У квітні 2009 залишив Maxis і почав керувати Stupid Fun Club. Відомий створенням комп'ютерних симуляторів, таких як SimCity, SimEarth, SimAnt.
Комп'ютерна гра Raid on Bungeling Bay, яка вийшла в 1984, була першим проєктом Вільяма Райта. В 1989 компанія Maxis, яку Райт заснував разом із Джеффом Брауном, випустила гру SimCity.
Найбільший кар'єрний успіх Райта пов'язаний із відеогрою The Sims. Відеогра спричинила багато продовжень, зокрема The Sims 2, The Sims 3 та The Sims 4, а також численні додаткові пакети. За ці проєкти Райт отримав безліч нагород. Його нещодавній проєкт Spore вийшов у вересні 2008; за перші три тижні від випуску продано 406,000 копій.

## Біографія

### Молодість
Вілл народився у сім'ї Білла Райта (англ. Bill Wright), випускника інженерного відділу Технологічного інституту Джорджії і підприємця в галузі пластмасових пакувальних матеріалів, та музикантки й актриси Беверлі Райт (англ. Beverlye Wright Edwards).
Навчався в місцевій школі Монтессорі, у котрій заохочувались творчість дітей, розв'язування ними складних завдань та учнівська ініціатива — він неодноразово згадував, що саме заняття в цій школі вплинули на створення елементів відеоігри SimCity.
У дитинстві Райт хотів стати астронавтом — і виявився енергійним авто- та авіамоделістом: у своїх 10 років виготовив із бальзи модель палуби авіаносця USS Enterprise. Любив настільні ігри компанії Авалон Хілл. Коли його батько помер від лейкемії, Райт переїхав разом із матір'ю у її рідне місто Батон-Руж, Луїзіана.

### Освіта
На новому місці проживання Вілл учився в Середній єпископальній школі, а закінчивши її в 16 років, зареєструвався в державному університеті штату Луїзіани. В 1994 в одному із інтерв'ю зізнався, що завжди трохи розчаровувався в освітній системі. На вищому рівні особливо виділявся по предметам архітектури, економіки, машинобудування і військової історії, але потім захопився комп'ютерами та роботами. Хоча і далі продовжував мріяти про космос, у нього з'явилась любов до робототехніки. У 1980 Вілл почав навчатись у Манхеттені та, проживаючи в Гринвіч-Віллидж, ходив по магазинах у вільний від навчання час і купував електроніку і деталі для створення техніки. Рік потому повернувся у Батон-Руж та пропрацював п'ять років в університетських студіях. Якось під час літніх канікул зустрів художницю Джоель Джонс (англ. Joell Jones), яка тоді, як і Вілл, приїхала до рідного міста на літні канікули. Джоель Джонс стала першою дружиною Вільяма Райта.

### Розробник ігор

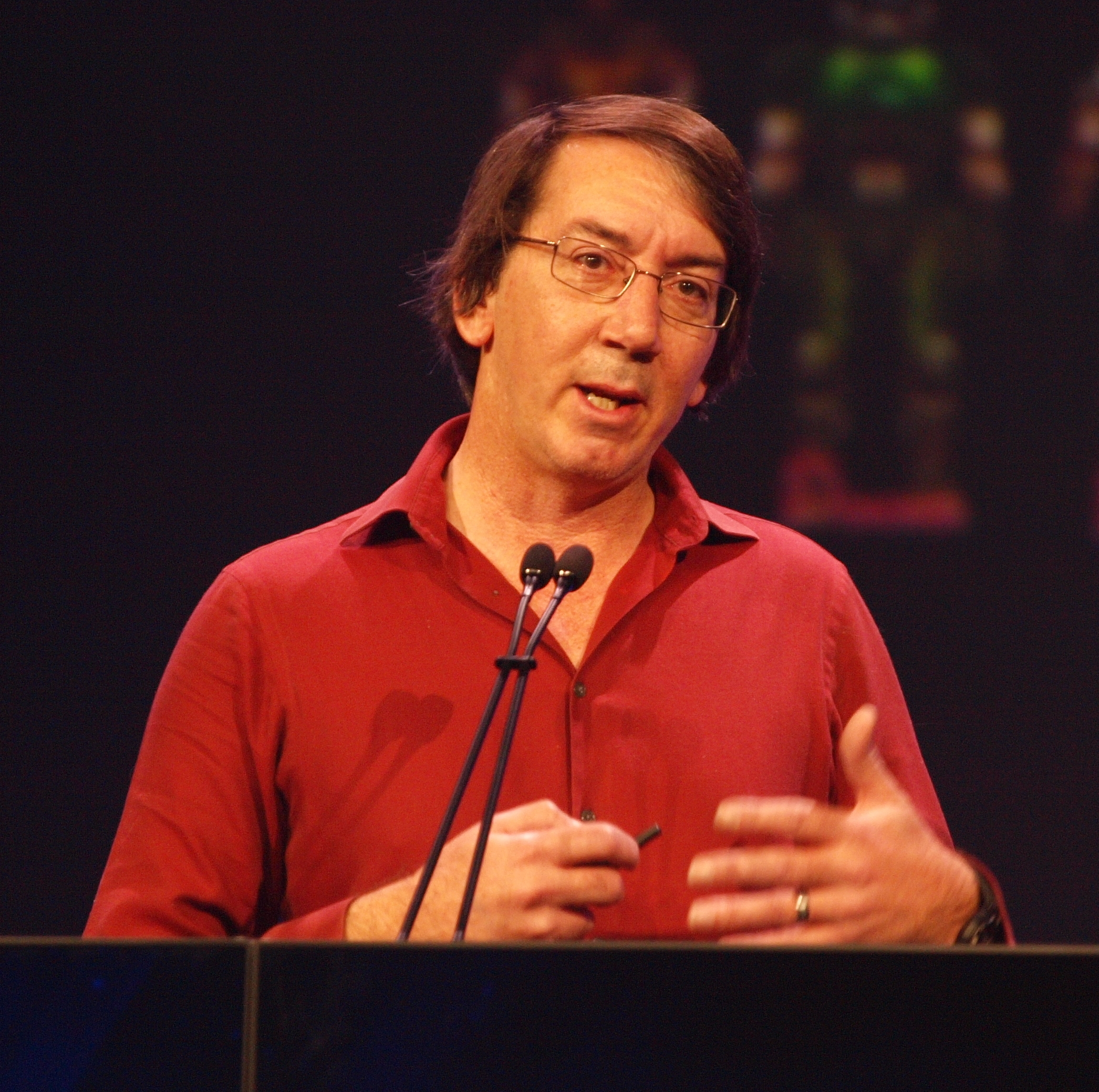
Вілл Райт на Конференції ігрових розробників 2010

Першою грою Райта була Raid on Bungeling Bay (1984) для Commodore 64.
У 1986 Райт познайомився з Джефом Брауном — інвестором, який цікавився комп'ютерними іграми. Наступного року вони створили компанію Maxis в Оренді, Каліфорнія. 1989 вийшла відеогра SimCity і швидко стала хітом. Згодом зʼсувалося, що на створення гри вплинули роботи архітекторів Крістофера Олександра і Джея Форрестера. Вільям Райт почав набувати репутацію у сфері розробок ігор. У нього брали інтерв'ю популярні журнали, і ставили його поряд з відомими людьми.
Після успіху з SimCity, компанія почала створювати SimEarth (1990) і SimAnt (1991). Опісля вийшли SimCity 2000 і SimCopter (1996). Хоч ці ігри не були такими популярними, як SimCity, вони зробили студію Maxis більш значущою. У 1992 сім'я Райта переїхала до Оренди.
У 1995 акції Maxis коштували 50 $, але потім впали в ціні через втрати. У червні 1997 Electronic Arts купили Maxis. Тим часом Вілл думав про створення віртуального лялькового будинку і наважився подати цю ідею новим власникам. Це було важко, оскільки компанія Electronic Arts вже звільнила 40 % робітників Maxis. В лютому 2000 EA випустила гру The Sims, — і вона стала не тільки найуспішнішою грою Вілла, але й побила всі рекорди за кількістю проданих копій.
11 березня 2005 Райт анонсував свою нову гру Spore на Конференції створювачів ігор. Він хотів не тільки створити нову, цікаву гру, але й показати розробникам, що створювати рідкісні ігри можливо.

### Нагороди
У 2001 Вільям отримав Lifetime Achievement Award на церемонії Game Developers Choice Awards. У 2002 він став п'ятою людиною, яка була введена в Зал слави (англ. Hall of Fame) американською організацією Academy of Interactive Arts & Sciences. До 2006 був єдиною людиною, яка обіймала посаду одразу в двох організаціях. В 2007 здобув британську нагороду Academy of Film та Television Arts.
Журнали Time, PC Gamer, Discover і GameSpy назвали Вілла Райта однією з найвидатніших персоналій у сфері комп'ютерних ігор.

## Особисте життя
В 1980 Вільям брав участь у гонках The Cannonball Run.
У 2003 він зібрав кілька приладів з радянських космічних апаратів (крісло з «Союза», панелі приладів зі станції «Мир» і консоль управління з корабля «Союз-23»). Також має 45-кілограмовий люк від космічного шатла.
Мешкає в Окленді, Каліфорнія разом із дружиною Анею Заварзіною та трьома синами. Атеїст. Впродовж 2007 і 2008 жертвував Вашингтонській республіканській партії та президентській кампанії Джона Маккейна та Рудольфа Джуліані.

## Ігрографія
- Raid on Bungeling Bay (1984)
- SimCity (1989)
- SimEarth (1990)
- SimAnt (1991)
- SimLife (1992)
- SimCity 2000 (1993)
- SimFarm (1993)
- SimCopter (1996)
- The Sims (2000)
- The Sims Online (2002)
- The Sims 2 (2004)
- Spore Creature Creator (2008)
- Spore (2008)